# Boonah
Boonah är en ort i Australien. Den ligger i kommunen Scenic Rim och delstaten Queensland, omkring 68 kilometer sydväst om delstatshuvudstaden Brisbane. Antalet invånare är 2 285.
Runt Boonah är det glesbefolkat, med 9 invånare per kvadratkilometer.. Boonah är det största samhället i trakten. 
Omgivningarna runt Boonah är huvudsakligen savann. Genomsnittlig årsnederbörd är 1 402 millimeter. Den regnigaste månaden är januari, med i genomsnitt 269 mm nederbörd, och den torraste är september, med 37 mm nederbörd.